# Shane Meier
Shane Meier (* 11. Juni 1977 in Saskatoon, Saskatchewan) ist ein kanadischer Filmschauspieler und Synchronsprecher.
Shane Meier ist seit 1990, seiner Jugend, als Filmschauspieler tätig und hatte diverse Nebenrollen in TV-Serien-Episoden. Er war seltener auch Synchronsprecher für Zeichentrickserien. 2002 spielte er die Hauptrolle des Matthew Shepard im Homosexuellen-Drama Die Matthew Shepard Story.

## Filmografie (Auswahl)
- 1990: MacGyver (Fernsehserie, 2 Folgen)
- 1992: Erbarmungslos (Unforgiven)
- 1993: In einer kleinen Stadt (Needful Things)
- 1994: André – Die kleine Robbe (Andre)
- 1995: (K)ein Vater gesucht (Man of the House)
- 1997–1999: Walker, Texas Ranger (Fernsehserie, 3 Folgen)
- 1999: Eine himmlische Familie (7th Heaven, Fernsehserie, 2 Folgen)
- 1998: Du wirst um Gnade betteln (Outrage)
- 1999: Silver Wolf
- 1999: Stargate – Kommando SG-1 (Stargate SG-1, Fernsehserie, 1 Folge)
- 2002: Die Matthew Shepard Story (The Matthew Shepard Story)
- 2003: Tru Calling – Schicksal reloaded! (Tru Calling, Fernsehserie, 1 Folge)
- 2004: 4400 – Die Rückkehrer (The 4400, Fernsehserie, 1 Folge)
- 2006–2007: Intelligence (Fernsehserie, 14 Folgen)
- 2007: Psych (Fernsehserie, 1 Folge)
- 2008: Shred
- 2009: Shred 2: Revenge of the Boarding School Dropouts